# Championnat du Panama de football
Le championnat du Panama de football, aussi appelé Liga Panameña de Fútbol depuis 2009 ou Copa Digicel pour des raisons de naming, est le tournoi de football professionnel panaméen le plus important du pays. Il a été créé en 1988 et se joue sous la forme de deux tournois semestriels appelée Clausura et Apertura.
L’Asociación Nacional Pro Fútbol ou ANAPROF a été fondée le 13 janvier 1988. En 1993, à la suite de la mauvaise gestion par les dirigeants de l’ANAPROF un second championnat parallèle est fondé. Appelée Linfuna, il obtient la reconnaissance de la CONCACAF qu'a perdu l’ANAPROF. En 1996, les deux compétitions sont unifiés sous l'égide de l’ANAPROF. En 2001 le championnat à deux tournois saisonniers est institué avec une finale entre les deux vainqueurs en fin d'année puis en 2007 les deux vainqueurs obtiennent le titre de champion comme dans les championnats voisins. Enfin en 2004, le championnat passe à dix équipes puis est rebaptisé Liga Panameña de Fútbol en 2009.
Le Tauro FC est le club qui a remporté le plus de titre de Liga Panameña de Fútbol (16).
Le Clásico Nacional est le match opposant le Tauro FC au CD Plaza Amador aussi appelé El Superclásico Nacional dont la rivalité date de la création du championnat en 1988.

## Histoire
Si l'histoire du championnat panaméen est jeune, c'est à cause des nombreux échecs de la FEPAFUT à mettre en place une compétition nationale de clubs et c'est uniquement en 1987 qu'est créé l'ANAPROF qui va réussir à fédérer l'ensemble des acteurs du football national succédant ainsi aux championnats provinciaux organiser de 1938 à 1967 et aux championnats nationaux entre sélections provinciales de 1971 à 1985.

### Les débuts du football au Panama

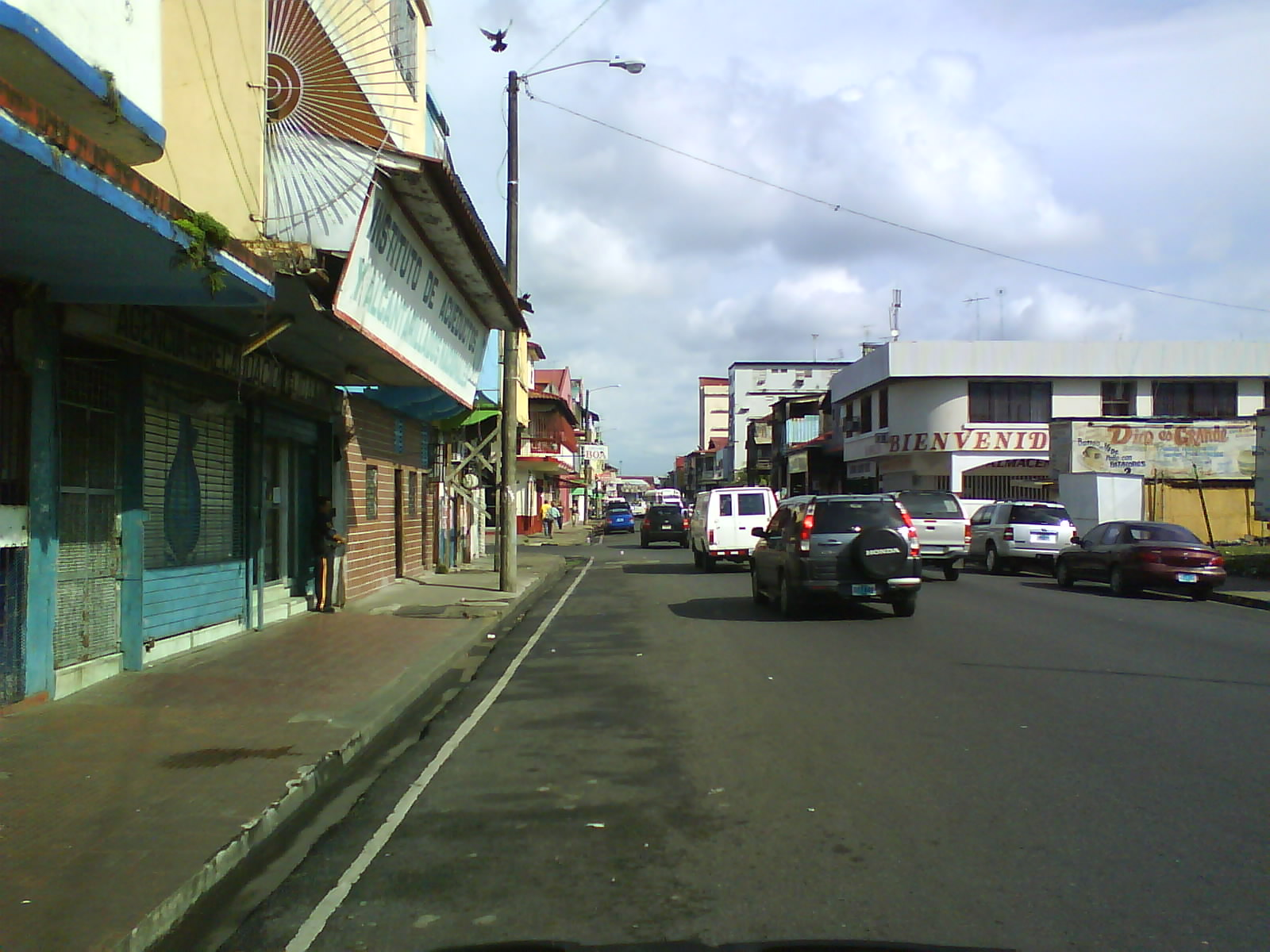
Colón, point de départ de l'expansion du football au Panama.

Au XIXe siècle, l'annexion à la Grande Colombie lors de la construction du chemin de fer de Panama, importe les influences des sports occidentaux dont le football en pleine expansion en Amérique du Sud. Les premières traces de football pratiquées au Panama se situe dans l'ancienne ville de Aspinwall et s'est ensuite propagée jusqu'à Panama City où il est pratiqué par les compagnies de transport maritime des Antilles britanniques, par la Société Royal Mail Steam Packet et par la Compagnie du Pacifique de navigation à vapeur.
Toutefois, la diffusion du football est retardée par l'influence des Américains et des étudiants fortunés des classes supérieures panaméennes qui vont favoriser l'implantation du baseball comme sport majeur dans le pays, mais les premières vagues de migration européennes accompagnant le début de la construction du canal de Panama ainsi que la séparation de Panama de la Colombie en 1903, ont permis aux sports européens et notamment au football de s'installer dans le pays,.

### Époque du football amateur
En 1890, le Panamá Athlétic Club (es) dont l'activité principale est le baseball, devient également la première équipe de football dans le pays et c'est en 1894 que la ville de Colón fonde son premier club, le Sport Club Colon.
C'est autour de 1918 que née l'idée d'une ligue nationale à l'initiative de la communauté afro-antillaise, à la suite d'une série de matchs entre le Standard Oval et l'American Cable, alors que des anciens professionnels européens cherche à jeter les bases d'un tournoi plus local. Mais ce sont les Indiens de l'Ouest qui en 1921, fondent l'Isthmian Football League (es), dont les trois premiers titres vont être remportés par le Standard Oval. En 1925, sous l'impulsion de nombreux passionnés, la Liga Nacional de Football (es) est fondé et est constitué de six équipes : El Cable, Cecilia, Hottspurs, Coronel Bolognesi, El Panamá et Panama Hardware qui est le premier champion.

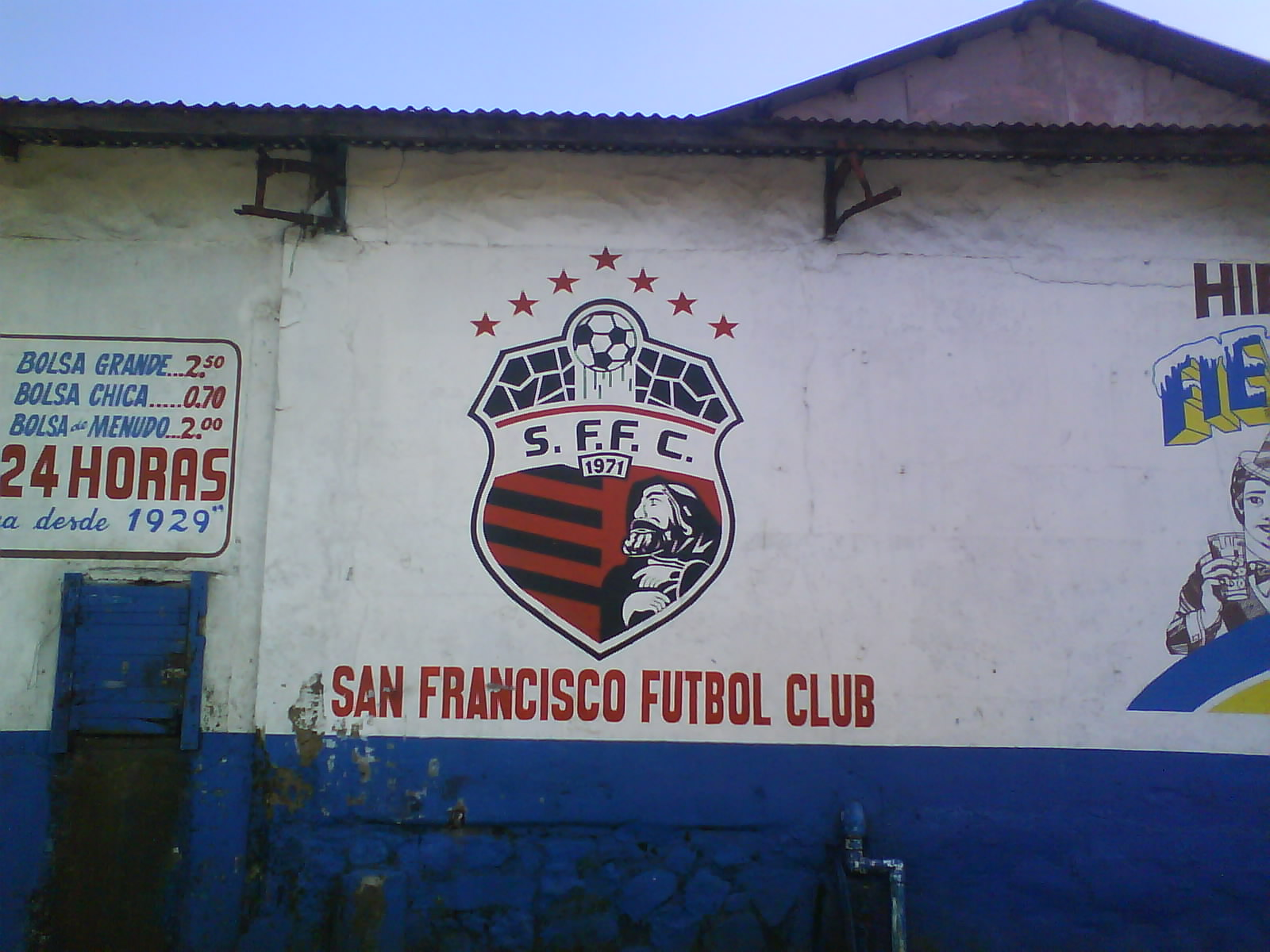
Écusson d'un club peint sur un mur à La Chorrera.

La ville de Colón, fonde en 1933 sous l'impulsion de Don Justiniano Cárdenas, la Liga Atlántica de Football (es), qui permet alors la décentralisation du football uniquement présent dans Panama City. De cette nouvelle Ligue nait en 1934 l'idée d'un championnat inter-province, qui voit sa première édition opposée le Roxy, champion du Panama, au Colón Rangers, le premier champion de Colón, pour remporter la Copa Teatro Strand. En 1937 les deux ligues fusionnent et les équipes panaméennes jouent leurs premier match internationaux face aux équipes de navire étrangers et face aux équipes de pays voisins.
En parallèle à l'apparition de cette ligue, la plupart des provinces du pays ont fondé leur propre ligues provinciales se joignant au fur et à mesure à la FEPAFUT, Colón (1933), Panama (1940), Chiriqui (1945), Herrera (1946), Panama Ouest (1948), Veraguas (1949), Coclé (1952), Los Santos (1972), Bocas del Toro (1974), Kuna Yala (1986) qui a existé une très peu de temps, et de Darien (1987).

### Fondation de l'ANAPROF
C'est un petit groupe de dirigeants du football Panaméen qui le 13 janvier 1988 on fondé l'Asociación Nacional Pro-Fútbol. L'objectif de cette entité était de concevoir et de préparer le terrain pour l'organisation d'un championnat professionnel au Panama, en commençant par les joueurs de la capitale puis à moyen terme, en l'élargissant à tout le football national.
C'est le 26 février 1988 que commence le premier championnat national professionnel composé de six équipes, le CD Plaza Amador, le San Francisco FC, l'AFC Euro Kickers, le Tauro FC, le Deportivo Perú AFC et le Chirilanco FC. Le premier match a lieu au Stade de la Révolution entre le CD Plaza Amador et le Tauro FC et le trio arbitral se compose de James Holder, Mario Caballero et Alberto Thomas. Le premier but de la compétition est marqué par Carlos Maldonado pour le Tauro FC, c'est Virgil Reid qui égalise à la 67e minute pour le CD Plaza Amador.

### Clubs et "Clásicos" de l'ANAPROF
Depuis la création de l'ANAPROF, vingt-neuf clubs différents ont participé à la première division nationale, parmi eux, seuls trois clubs ont participé à la totalité des tournois organisés, il s'agit du Tauro FC, du San Francisco FC et du CD Plaza Amador. La profusion de clubs issus des mêmes villes a ainsi permis au cours des années la naissance de nombreuses rivalités également appelées « Clasico ».
Les "classicos" les plus connus sont les suivants :
- El superclásico panameño qui oppose le Tauro FC au CD Plaza Amador qui sont les deux meilleurs clubs de l'histoire du Panama et dont la rivalité a débuté le 26 février 1988 lors du premier match de l'histoire de l'ANAPROF[10].

- El clásico del pueblo qui oppose le Chorrillo FC au CD Plaza Amador dont la rivalité est issu de la proximité géographique de ces deux clubs dans la ville de Panama City.

- El clásico interiorano qui oppose le Atlético Chiriquí au Atlético Veragüense (en) qui sont les deux plus grand clubs de l'intérieur du pays.

Il existe également d'autres "Clasicos" moins connus :
- El nuevo clásico panameño ou el Clásico Joven qui oppose les deux équipes les plus populaires de ces dernières années que sont le Tauro FC et le San Francisco FC.

- Los clásicos Colón-Panamá qui opposent le Tauro FC au Deportivo Árabe Unido dont la rivalité remonte à la saison 1997-1998 lorsque le titre s'est joué à un seul but près et le CD Plaza Amador au Deportivo Árabe Unido.

- El clásico Colón-Chorrera qui oppose le Deportivo Árabe Unido au San Francisco FC.

- El superclásico Chorrera-Panama qui oppose le CD Plaza Amador au San Francisco FC.

### La division
En 1993, le football panaméen va connaitre une crise peu commune dans le monde du football. En effet une mésentente dans les hautes instance amène à la scission du football professionnel du pays entre la LINFUNA (Liga Nacional de Fútbol No Aficionado) (es), qui a le soutien de la FIFA, et l'ANAPROF soutenu par le gouvernement du pays. 
Lors de la première saison de cette nouvelle compétition c'est le Deportivo Arabe Unido qui est sacré champion. L'année suivante, les organisateurs persistent et ce malgré la reconnaissance par tous de la supériorité de l'ANAPROF qui s'est imposé comme la meilleure compétition du pays avec les meilleures équipes et les meilleurs joueurs. Le Deportivo Arabe Unido remporte un nouveau titre, mais le 6 janvier 1996, les deux ligues de football professionnelles du Panama ont été unifiées après une série de négociations demandé par le directeur d'alors de l'INDE, René González. Mais ce n'est que deux mois après que la fusion a lieu lors d'une réunion en présence du président de la CONCACAF, Jack Warner.

### L'évolution jusqu'à nos jours

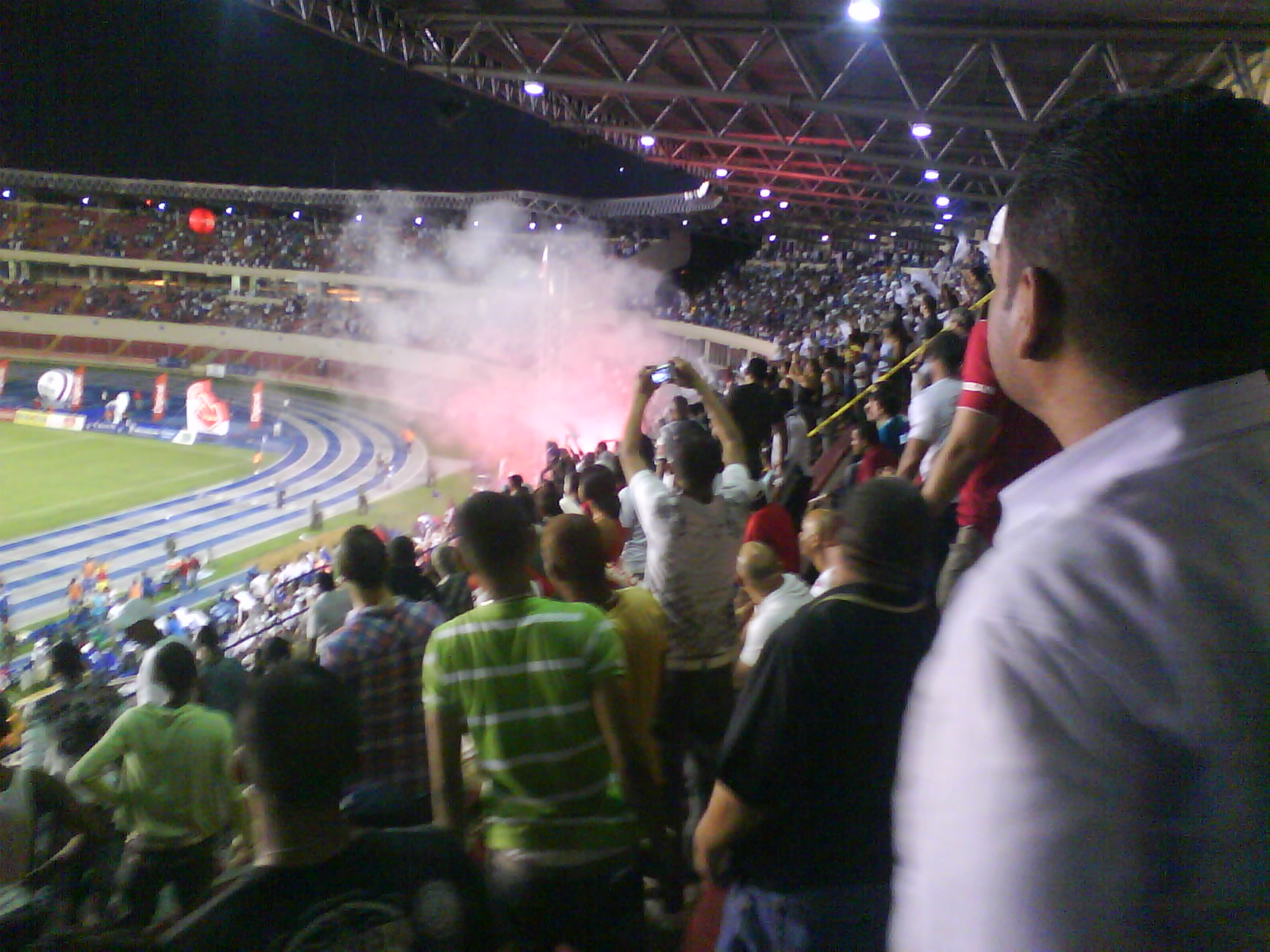
Finale du Tournoi Clausura 2010.

La fin de la saison 1994-1995 a marqué un nouveau tournant pour l’ANNAPROF. En effet, lors du match opposant le San Francisco FC au Tauro FC, le stade Rommel Fernández va être rempli et ainsi battre le record du plus grand nombre de supporteurs pour un match de football. Cherchant à surfer sur ce succès populaire, l’ANAPROF et les organismes du football national vont renégocier les droits de télévision à la hausse pour des matchs désormais retransmis en direct le dimanche.
Le 22 janvier 1996, à la fin de la saison 1995-1996, la finale du championnat bat encore des records avec plus de 20 000 spectateurs dans les tribunes du stade Rommel Fernández. Le San Francisco FC remporte à nouveau ce tournoi contre le CD Plaza Amador. Lors de la saison suivante, le format de tournoi saisonnier est mis en place pour la première fois dans le pays.
En 2001, il est décidé que le champion est le vainqueur de la rencontre opposant les vainqueurs des deux tournois saisonniers, et en 2004, la première division passe à dix équipes. En 2007, il est décidé que chaque tournoi saisonnier correspond à un titre de champion et qu'il n'y a plus lieu d'avoir une finale entre les deux vainqueurs. Enfin la finale du Tournoi Clausura 2010 a réuni plus de 23 000 spectateurs, battant ainsi une nouvelle fois le record d'affluence pour un match de football au Panama.

### Domination sur le championnat
Depuis sa création, le championnat est dominé par les "Cuatro grandes del fútbol nacional", qui ont remporté 31 des 33 tournois organiser par l'ANAPROF. Ces équipes sont le Tauro FC, le San Francisco FC, le CD Plaza Amador et le Deportivo Arabe Unido.

De gauche à droite, le Deportivo Arabe Unido, le San Francisco FC, le CD Plaza Amador et le Tauro FC.

### La naissance de la Liga Panameña de Fútbol
Depuis 2009, l'ANAPROF a changé de nom et est devenu la Liga Panameña de Fútbol (LPF), à la suite du rachat par l'opérateur privé PRODENA (Proyectos Deportivos Nacionales) des droits de commercialisation de la compétition pour près d'un demi million de dollars et qui a promis de faire de cet organisme national une véritable organisation professionnelle. Lors de cette saison, la compagnie de téléphone Digicel devient le sponsor officiel de la compétition et le trophée porte le nom de Copa Digicel 2009.
En 2008, José Luis Astiazarán (en), le président de la Liga de Fútbol Profesional et Joaquín Hernández, le président de l'UNAFUT se rendent au Panama pour signer un accord dont l'objectif est d'améliorer le jeu et de renforcer les structures existantes, ainsi que de permettre la construction de nouveaux terrains football et de soutenir les équipes qui évolue dans les deux meilleures divisions du pays,.
Il y a un autre changement important en 2009, en effet, afin de se mettre en accord avec les autres championnats de la CONCACAF, les deux tournois de cette année sont des tournois "Apertura" afin de pouvoir choisir au mieux ses représentants pour la Ligue des champions de la CONCACAF, toutefois le système de relégation restera inchangé avec une rencontre directe entre le dernier et le vainqueur de la Liga Nacional de Ascenso,.

## Évolution du règlement et des infrastructures
C'est à partir de 2001 que l'ANAPROF instaure l'organisation de deux tournois de courte durée appelés Apertura entre février et juin et Clausura entre juillet et novembre. Ce n'est qu'en 2007 que ces deux tournois sont considérés comme des championnats nationaux à part entière, et qu'ils sacrent deux champions du Panama par année. Dans ce système, les quatre clubs ayant terminé aux premières places se qualifient pour les demi-finales de la compétition. 
En 2009, les deux tournois sont appelés Apertura après la restructuration de la fédération a été restructurée afin de s'accorder avec les championnats de la CONCACAF, inversant ainsi les noms des deux tournois sur une année civile.

### Évolution du nombre de clubs
Lorsque la compétition est créée en 1988, il n'y a que 6 équipes fondatrices et le championnat est joué sur une phase de championnat classique aller-retour. À la suite de la fusion entre l'ANAPROF et la LINFUNA (Liga Nacional de Fútbol No Aficionado) (es), le nombre de clubs passe à douze équipes en 1996.
À partir de 1998, le championnat compte dix équipes et c'est en 2001, l'ancien format a été réinstallé, mais pour la première fois chaque équipe ne joue que neuf matchs et non dix-huit lors des tournois Apertura et Clausura. En 2002, le nombre de clubs passe à huit, divisé en deux groupes de quatre jusqu'en 2003.
En 2004, le championnat repasse à dix équipes tel qu'il est aujourd'hui.

### Promotions et relégations
À la fin de la saison, le dernier du championnat joue contre le champion de la Liga Nacional de Ascenso, et le perdant se retrouve en deuxième division du Panama, anciennement appelé Primera A alors que le vainqueur se retrouve en première division la saison suivante. Le système change pourtant en 2011, la relégation et la promotion étant désormais directes,.

### Les stades panaméens

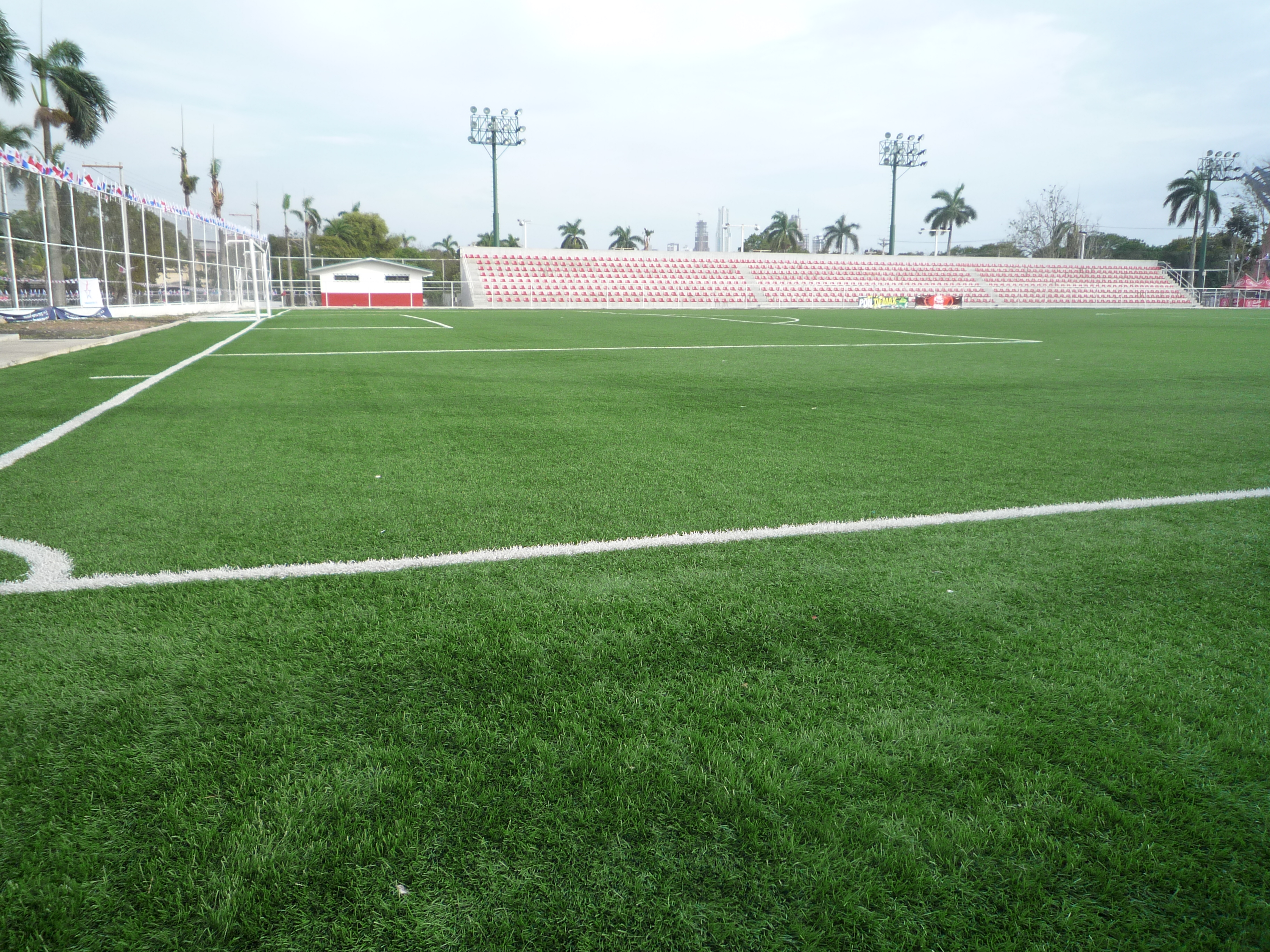
Le.

La plupart des matchs de la LPF se joue sur des terrains relativement neufs, puisque depuis 2000 le gouvernement a décidé de renforcer l'installation de structures dans de nouveaux territoires et d'améliorer les installations déjà existantes. En 2009, le Stade Agustín Muquita Sánchez est inauguré avec une capacité de 8000 spectateur devenant ainsi l'un des plus grands stades du pays où se jouent des matches de LPF mais également de la Ligue des champions de la CONCACAF et de la sélection nationale. Autre grand stade construit en 2009, le Camp Luis Ernesto Tapia (es) ou Mini Rommel, situé à côté du Stade Rommel Fernández.
De nombreux stade ont également été fortement rénové ces dernières années comme le Stade Áristocles Castillo à David avec une capacité de 2 500 personnes, qui a été rénové en 2008 ou encore le Stade Armando Dely Valdes situé dans la ville de Colón et ouvert en 1970 puis rénovée en 2003 et 2007, avec une capacité de 4 000 spectateurs. Dans le quartier populaire de San Miguelito, le Stade Bernardo Candela Gil (es) avec une capacité de 1.000 spectateurs, a été inauguré en 2008 alors que dans l'ouest du pays, le Stade San Cristóbal avec 2 500 places, a rouvert en 2009. 
Parmi les autres stade d'une capacité supérieure à 2 500 spectateurs, il y a également le Stade Javier Cruz, qui a également été rénové en 2009 et le seul stade en herbe naturelle, le Stade Rommel Fernández utilisé pour la finale du tournoi.
Au Panama, comme dans de nombreuses régions du monde, les conditions climatiques sont difficiles ne favorisant pas l'entretien des pelouses naturelles, d'autant plus que les ressources financières sont limitées. Ainsi, l'utilisation de pelouse artificielle paraissait indispensable dans cette région et sept des plus grands stade du pays en ont ainsi été équipées.

### Marketing

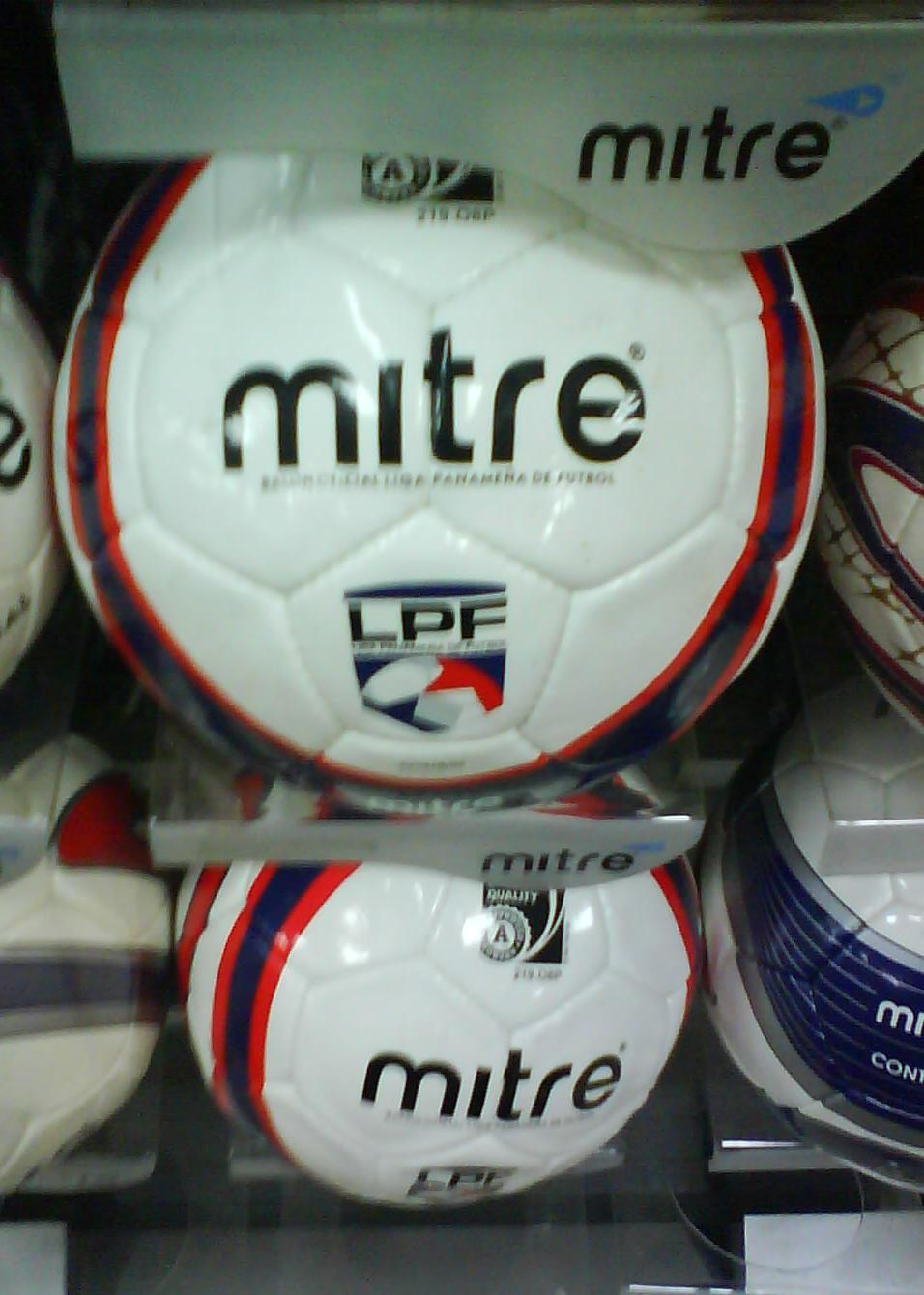
Ballon officiel de la compétition depuis 2009.

#### Diffusion télévisuelle
Les principales chaines de diffusion de la compétition dans le pays sont les trois plus grandes chaînes de sport du pays, TVMax, RPC TV et la chaine payante Cable Onda Sports. En 2008, la diffusion est interrompu à cause du manque d'intérêt des téléspectateurs, mais lors des changements opéré par les dirigeants pour l'Apertura 2009 II, trois à cinq matchs par semaine sont à nouveau diffusés, puis la totalité des matchs à partir de l'Apertura 2010.

#### Sponsoring
Quel que soit le nom officiel de la compétition, ANAPROF ou LPF, le championnat a toujours été sponsorisé par des entreprises privées qui en échange voyait leur nom apparaitre dans le titre de la compétition. Ainsi depuis sa création, le championnat a connu cinq dénominations différentes :
- 1988 : Coupe du Bayer
- 1989 : JVC FIFA
- 2003-2004 : Tournoi Bellsouth
- 2004-2009 : Tournoi de Cable & Wireless
- À partir de 2009 : Digicel Cup

#### Ballon
En 2009, le fournisseur de ballon a changé, la marque Adidas laisse la place à la marque Mitre, qui est la troisième marque de ballon utilisée dans la compétition depuis sa création. La marque japonaise Molten, qui reste ballon officiel de la FEPAFUT, a été le premier fournisseur du championnat pendant 15 saisons.

## Qualification pour les tournois internationaux
Depuis 2007 et la dernière édition de la Copa Interclubes UNCAF, les clubs du Panama ne peuvent se qualifier que pour une seule compétition internationale.
Les champions de chaque tournoi Apertura et Clausura sont qualifiés pour la Ligue des champions de la CONCACAF.
À partir de la saison 2016-2017, un troisième club panaméen se qualifie également pour la compétition.

## Clubs de la saison 2023
| Club                   | Ville            | En D1 depuis | Nb de titres | Stade                         | Capacité |
| Alianza FC             | Ciudad de Panamá | 1989         | 1            | Camp Luis Ernesto Tapia (es)  | 900      |
| Deportivo Árabe Unido  | Colón            | 1996         | 15           | Stade Armando Dely Valdes     | 4 000    |
| Potros del Este        | Ciudad de Panamá | 2018         | 0            | Stade Maracaná                | 5 500    |
| Atlético Chiriquí      | David            | 2005         | 0            | Stade San Cristóbal           | 3 500    |
| Herrera FC             | Chitré           | 2021         | 0            | Stade Los Milagros de Chitré  | 1 000    |
| CAI La Chorrera        | La Chorrera      | 2013         | 5            | Stade Agustín Sánchez         | 3 000    |
| CD Plaza Amador        | Ciudad de Panamá | 1988         | 7            | Stade Javier Cruz             | 2 500    |
| San Francisco FC       | La Chorrera      | 1988         | 9            | Stade Agustín Muquita Sánchez | 8 000    |
| Sporting San Miguelito | San Miguelito    | 1997         | 0            | Camp Luis Ernesto Tapia (es)  | 900      |
| Tauro FC               | Ciudad de Panamá | 1988         | 16           | Camp Luis Ernesto Tapia (es)  | 900      |
| UD Universitario       | Ciudad de Panamá | 2001         | 3            | Stade Javier Cruz             | 2 500    |
| UMECIT FC (es)         | Atalaya          | 2023         | 0            | Estadio UMECIT                |          |

### Localisation géographique des clubs
| Ciudad de Panamá : Alianza Potros del Este Plaza Amador Tauro Ciudad de Panamá Árabe Unido San Francisco La Chorrera San Miguelito Chiriquí Universitario Herrera UMECIT |

## Palmarès
| Saison                     | Vainqueur/Champion                                          | Score             | Finaliste/Dauphin                                      | Meilleur buteur                                                                                                 | Notes                                                  |
| Championnat annuel         |                                                             |                   |                                                        | |                                                        |
| 1988 (Détails)             | CD Plaza Amador (1)                                         | -                 | Deportivo La Previsora                                 | Miguel Tello (13 buts)                                                                                          |                                                        |
| 1989 (Détails)             | Tauro FC (1)                                                | -                 | Deportivo La Previsora                                 | Alonso Pacheco (18 buts)                                                                                        |                                                        |
| 1990 (Détails)             | CD Plaza Amador (2)                                         | -                 | Tauro FC                                               | José Ardines (26 buts)                                                                                          |                                                        |
| 1991 (Détails)             | Tauro FC (2)                                                | -                 | AFC Euro Kickers                                       | José Ardines (13 buts)                                                                                          |                                                        |
| 1992 (Détails)             | CD Plaza Amador (3)                                         | -                 | Sporting de Colón                                      | José Ardines (20 buts)                                                                                          |                                                        |
| 1993 (Détails)             | AFC Euro Kickers (1)                                        | -                 | Bravos del Projusa (es)                                | José Ardines (12 buts)                                                                                          |                                                        |
| Championnat saisonnier     |                                                             |                   |                                                        | |                                                        |
| 1994-1995 (Détails)        | San Francisco FC (1)                                        | -                 | Tauro FC                                               | José Ardines (20 buts)                                                                                          |                                                        |
| 1995-1996 (Détails)        | San Francisco FC (2)                                        | -                 | CD Plaza Amador                                        | José Ardines (25 buts)                                                                                          |                                                        |
| 1996-1997 (Détails)        | Tauro FC (3)                                                | -                 | AFC Euro Kickers                                       | Patricio Guevara (22 buts)                                                                                      |                                                        |
| 1997-1998 (Détails)        | Tauro FC (4)                                                | -                 | Deportivo Árabe Unido                                  | Luis Calamaris (21 buts)                                                                                        |                                                        |
| 1998-1999 (Détails)        | Deportivo Árabe Unido (3)                                   | -                 | Tauro FC                                               | Luis Calamaris (18 buts)                                                                                        |                                                        |
| 1999-2000 (Détails)        | Tauro FC (5)                                                | -                 | CD Plaza Amador                                        | René Mendieta (15 buts)                                                                                         |                                                        |
| 2000-2001 (Détails)        | Panamá Viejo FC (1)                                         | -                 | Tauro FC                                               | Luis Parra (16 buts) Alberto Cerezo (16 buts)                                                                   |                                                        |
| Championnat annuel         |                                                             |                   |                                                        | |                                                        |
| 2001 (Détails)             | (A) Deportivo Árabe Unido (4) (C) Deportivo Árabe Unido (5) | -                 | (A) San Francisco FC (C) CD Plaza Amador               | Ricardo Phillips (13 buts) (Aper.) Roberto Brown (13 buts) (Clau.)                                              |                                                        |
| 2002 (Détails)             | (A) Deportivo Árabe Unido (6) (C) CD Plaza Amador (4)       | -                 | (A) San Francisco FC (C) Tauro FC                      | Gabriel de los Rios (7 buts) (Aper.) Anel Canales (10 buts) (Clau.)                                             |                                                        |
| 2003 (Détails)             | (A) Tauro FC (6) (C) Tauro FC (7)                           | -                 | (A) Deportivo Árabe Unido (C) Alianza FC               | Anel Canales (11 buts) (Aper.) Hector Nazarith (9 buts) (Clau.) Wilson Zuñiga (9 buts) (Clau.)                  |                                                        |
| 2004 (Détails)             | (A) Deportivo Árabe Unido (7) (C) Deportivo Árabe Unido (8) | -                 | (A) CD Plaza Amador (C) San Francisco FC               | Jorge Dely Valdés (12 buts) (Aper.) Alberto Zapata (16 buts) (Clau.) Víctor René Mendieta Jr. (16 buts) (Clau.) |                                                        |
| 2005 (Détails)             | (A) CD Plaza Amador (5) (C) San Francisco FC (3)            | -                 | (A) Deportivo Árabe Unido (C) Atlético Veragüense (en) | Jorge Dely Valdés (11 buts) (Aper.) Jorge Dely Valdés (13 buts) (Clau.)                                         |                                                        |
| 2006 (Détails)             | (A) San Francisco FC (4) (C) Tauro FC (8)                   | -                 | (A) CD Plaza Amador (C) Deportivo Árabe Unido          | Luis Tejada (11 buts) (Aper.) Cesar Medina (12 buts) (Clau.)                                                    |                                                        |
| Championnat semestriel     |                                                             |                   |                                                        | |                                                        |
| Apertura 2007 (Détails)    | Tauro FC (9)                                                | -                 | San Francisco FC                                       | Edwin Aguilar (4 buts)                                                                                          |                                                        |
| Clausura 2007 (Détails)    | San Francisco FC (5)                                        | -                 | Deportivo Árabe Unido                                  | Gabriel Torres (9 buts) Orlando Rodríguez (9 buts)                                                              |                                                        |
| Apertura 2008 (Détails)    | San Francisco FC (6)                                        | -                 | Tauro FC                                               | Cesar Medina (12 buts)                                                                                          |                                                        |
| Clausura 2008 (Détails)    | Deportivo Árabe Unido (9)                                   | -                 | Tauro FC                                               | Orlando Rodríguez (18 buts)                                                                                     |                                                        |
| Apertura 2009 I (Détails)  | San Francisco FC (7)                                        | -                 | Chorrillo FC                                           | Edwin Aguilar (17 buts)                                                                                         |                                                        |
| Apertura 2009 II (Détails) | Deportivo Árabe Unido (10)                                  | -                 | Tauro FC                                               | Armando Polo (12 buts)                                                                                          |                                                        |
| Clausura 2010 (Détails)    | Deportivo Árabe Unido (11)                                  | -                 | San Francisco FC                                       | Johan de Ávila (10 buts)                                                                                        |                                                        |
| Apertura 2010 (Détails)    | Tauro FC (10)                                               | -                 | San Francisco FC                                       | Gabriel Ríos (8 buts)                                                                                           |                                                        |
| Clausura 2011 (Détails)    | San Francisco FC(8)                                         | 3-2               | Chorrillo FC                                           | Boris Alfaro (9 buts) Brunette Hay (9 buts)                                                                     |                                                        |
| Apertura 2011 (Détails)    | Chorrillo FC (1)                                            | 4-1               | CD Plaza Amador                                        | César Medina (8 buts) Delano Welch (8 buts)                                                                     |                                                        |
| Clausura 2012 (Détails)    | Tauro FC (11)                                               | 2-1               | Chepo FC                                               | Luis Rentería (11 buts)                                                                                         |                                                        |
| Apertura 2012 (Détails)    | Deportivo Árabe Unido (12)                                  | 4-1               | Chepo FC                                               | Jorman Aguilar (10 buts)                                                                                        |                                                        |
| Clausura 2013 (Détails)    | Sporting San Miguelito (1)                                  | 4-1               | San Francisco FC                                       | Ricardo Clarke (10 buts)                                                                                        |                                                        |
| Apertura 2013 (Détails)    | Tauro FC (12)                                               | 1-0               | San Francisco FC                                       | Ernesto Sinclair (8 buts)                                                                                       |                                                        |
| Clausura 2014 (Détails)    | Chorrillo FC (2)                                            | 1-0               | Río Abajo FC (en)                                      | Carlos Small (10 buts)                                                                                          |                                                        |
| Apertura 2014 (Détails)    | San Francisco FC (9)                                        | 1-0               | Sporting San Miguelito                                 | José González (8 buts) Yairo Yau (8 buts)                                                                       |                                                        |
| Clausura 2015 (Détails)    | Deportivo Árabe Unido (13)                                  | 2-1               | Independiente La Chorrera                              | Johnny Ruíz (10 buts)                                                                                           |                                                        |
| Apertura 2015 (Détails)    | Deportivo Árabe Unido (14)                                  | 1-1 Tab : 3-0     | Chorrillo FC                                           | Sergio Moreno (9 buts) Armando Polo (9 buts)                                                                    |                                                        |
| Clausura 2016 (Détails)    | CD Plaza Amador (6)                                         | 1-0               | Chorrillo FC                                           | Manuel Murillo (10 buts)                                                                                        |                                                        |
| Apertura 2016 (Détails)    | Deportivo Árabe Unido (15)                                  | 2-0               | CD Plaza Amador                                        | Enrico Small (16 buts)                                                                                          |                                                        |
| Clausura 2017 (Détails)    | Tauro FC (13)                                               | 1-0               | Deportivo Árabe Unido                                  | Jorlian Sánchez (8 buts)                                                                                        |                                                        |
| Apertura 2017 (Détails)    | Chorrillo FC (3)                                            | 5-1               | Deportivo Árabe Unido                                  | Rolando Blackburn (11 buts)                                                                                     |                                                        |
| Clausura 2018 (Détails)    | Independiente La Chorrera (1)                               | 1-0               | Tauro FC                                               | José Fajardo (15 buts)                                                                                          |                                                        |
| Apertura 2018 (Détails)    | Tauro FC (14)                                               | 2-1               | Costa del Este FC                                      | Edwin Aguilar (10 buts)                                                                                         |                                                        |
| Clausura 2019 (Détails)    | Independiente La Chorrera (2)                               | 1-0               | San Francisco FC                                       | Cristian Zuñiga (10 buts) Enrico Small (10 buts)                                                                |                                                        |
| Apertura 2019 (Détails)    | Tauro FC (15)                                               | 2-0               | Costa del Este FC                                      | Cristian Zuñiga (7 buts)                                                                                        |                                                        |
| Apertura 2020 (Détails)    | Titre non décerné                                           | Titre non décerné | Titre non décerné                                      | Tournoi abandonné en raison de la pandémie de Covid-19                                                          | Tournoi abandonné en raison de la pandémie de Covid-19 |
| Clausura 2020 (Détails)    | Independiente La Chorrera (3)                               | 3-1               | San Francisco FC                                       | Alfredo Stephens (7 buts)                                                                                       |                                                        |
| Apertura 2021 (Détails)    | CD Plaza Amador (7)                                         | 2-1               | CD Universitario                                       | Jair Catuy (11 buts)                                                                                            |                                                        |
| Clausura 2021 (Détails)    | Tauro FC (16)                                               | 3-0               | Herrera FC                                             | Ismael Díaz (10 buts)                                                                                           |                                                        |
| Apertura 2022 (Détails)    | Alianza FC (1)                                              | 2-1               | Sporting San Miguelito                                 | Edgar Aparicio Víctor Ávila Ismael Díaz (7 buts)                                                                |                                                        |
| Clausura 2022 (Détails)    | Independiente La Chorrera (4)                               | 2-1 a. p.         | CD Universitario                                       | Joseph Cox (13 buts)                                                                                            |                                                        |
| Apertura 2023 (Détails)    | Independiente La Chorrera (5)                               | 3-1               | Tauro FC                                               | Ronaldo Córdoba (15 buts)                                                                                       |                                                        |

## Bilans
| Équipe                    | Victoires |
| Tauro FC                  | 16 (1989, 91, 97, 98, 00, Aper. 03, Clau. 03, Clau. 06, Aper. 07, Aper. 10, Clau. 12, Aper. 13, Clau. 17, Aper. 18, Aper. 19, Clau. 21) |
| Deportivo Árabe Unido     | 15 (1994, 1995, 1999, Aper. 01, Clau. 01, Aper. 04, Clau. 04, Clau. 08, Aper. 09 II, Clau. 10, Aper. 12, Clau. 15, Aper. 15, Aper. 16)  |
| San Francisco FC          | 9 (1995, 96, Clau. 05, Aper. 06, Clau. 07, Aper. 08, Aper. 09 I, Clau. 11, Aper. 14)                                                    |
| CD Plaza Amador           | 7 (1988, 90, 92, 02, 05, Clau. 16, Aper. 21)                                                                                            |
| Independiente La Chorrera | 5 (Clau. 18, Clau. 19, Clau. 20, Clau. 22, Aper. 23)                                                                                    |
| Chorrillo FC              | 3 (Aper. 11, Clau. 14, Aper. 17) |
| AFC Euro Kickers          | 1 (1993) |
| Panamá Viejo FC           | 1 (2001) |
| Sporting San Miguelito    | 1 (Clau. 13) |
| Alianza FC                | 1 (Aper. 22) |

| Provinces    | Victoires |
| Panama       | 32        |
| Colón        | 15        |
| Panamá Oeste | 12        |

## Records

### Clubs
Plus grand nombre de participations pour un club :
55 participations pour le Tauro FC et le CD Plaza Amador (présents depuis la création du championnat).
Plus grand nombre de finales jouées :
24 finales pour le Tauro FC.

### Joueurs
Plus grand nombre de buts marqués par un joueur dans le championnat panaméen:
191 buts pour José Ardines (en) en 12 saisons.